# Universität Zagreb

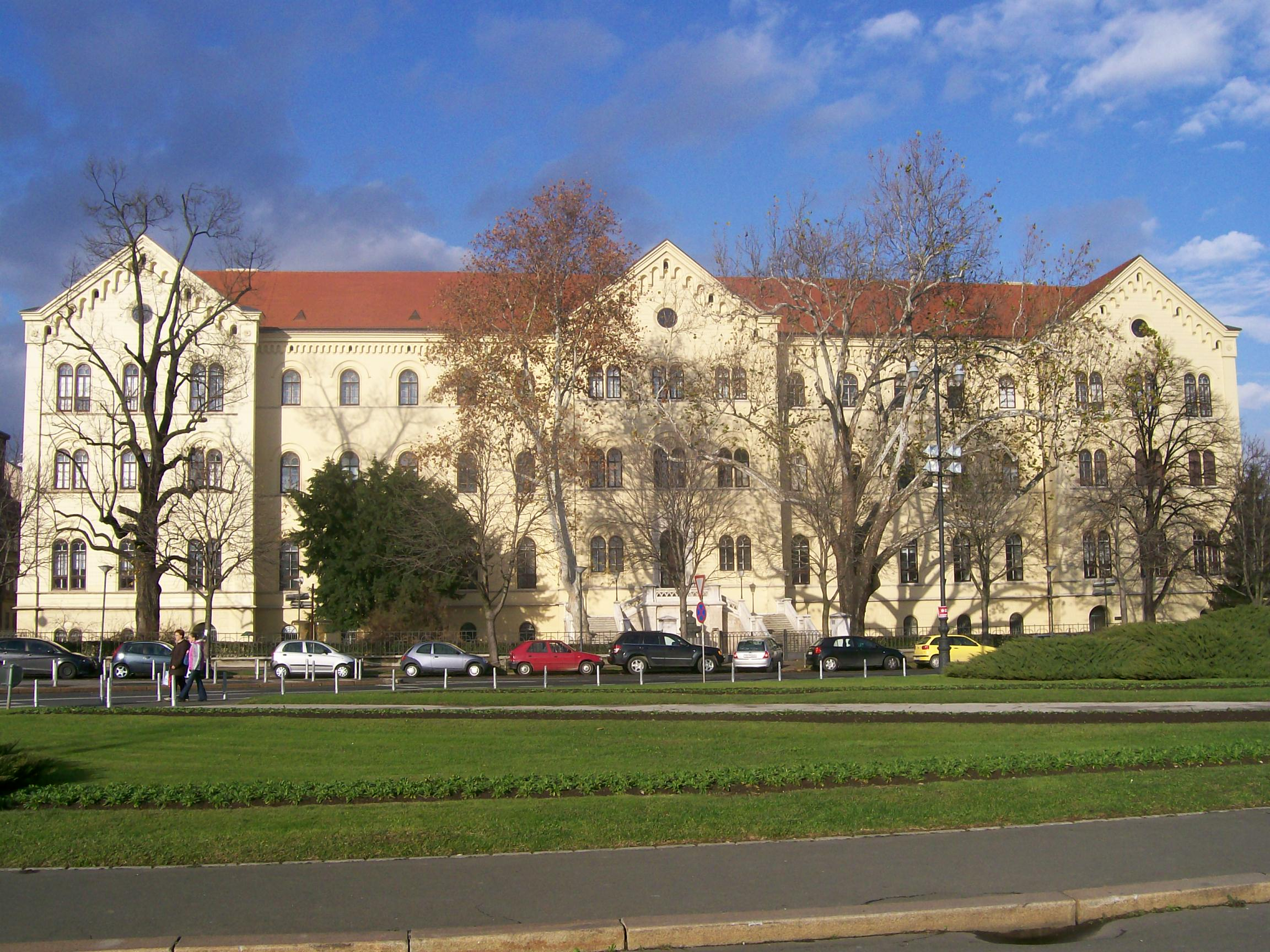
Juristische Fakultät

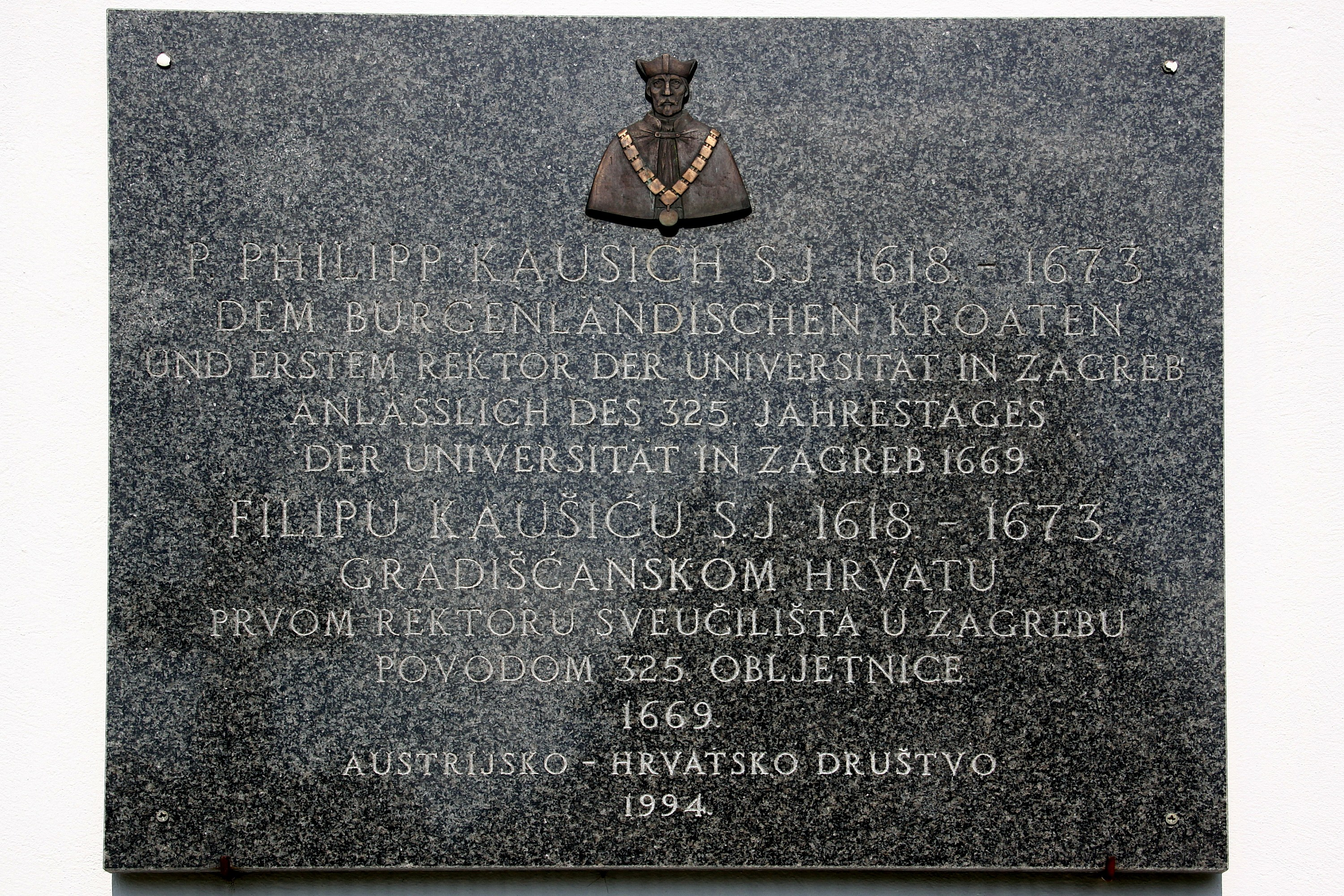
In der Pfarrkirche Zillingtal wird zu Philipp Kausich / Filipu Kausicu (1618–1673) als ersten Rektor erinnert

Die Universität Zagreb (kroatisch Sveučilište u Zagrebu, lateinisch Universitas Studiorum Zagrabiensis) ist eine staatliche Universität in der kroatischen Hauptstadt Zagreb mit ca. 70.000 Studenten (Stand: 2019). Sie ist die größte und älteste Hochschule des Landes. Die Universität Zagreb ist auch mit einem Anteil von über 50 Prozent der landesweiten Hochschulforschung eine bedeutende Forschungsinstitution.

## Geschichte

### Akademie
Eine jesuitische Akademie, die Neoacademia Zagrabiensis, wurde am 23. September 1669 vom Kaiser Leopold I. in seiner Eigenschaft als König von Kroatien gegründet.
Nach der Auflösung des Jesuitenordens durch Papst Clemens XIV. im Jahre 1773 erhielt die Akademie (samt ihrer umfangreichen Bibliothek) eine neue Struktur. 1776 erklärte Kaiserin Maria Theresia die Einrichtung zur Königlichen Akademie der Wissenschaften (lat. Regia Scientiarum Academia) mit den Fakultäten Philosophie, Theologie und Rechtswissenschaften. Die vormals politikwissenschaftlichen Fächer wurden Teil der rechtswissenschaftlichen Fakultät.

### Universität
Diese Akademie blieb im Wesentlichen bis 1874 in ihrer Struktur erhalten. Im Jahre 1861 schlug der römisch-katholische Bischof Josip Juraj Strossmayer dem kroatischen Parlament die Gründung einer Universität zu Zagreb vor, wozu Kaiser Franz Joseph I. noch im gleichen Jahr ein Dekret unterzeichnete und dieses schließlich am 5. Januar 1874 auch vom Parlament ratifiziert wurde. Die Eröffnungsfeier fand am 19. Oktober 1874 statt. Die Universität war die dritte im ungarischen Reichsteil der österreichisch-ungarischen Doppelmonarchie. Seitdem haben an der Universität über 200.000 Studenten ihr Diplom und über 8.000 Doktoranden einen Doktorgrad erworben.

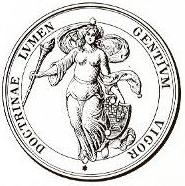
Vorderseite Gedenkmedaille zur Eröffnung der Universität 1874
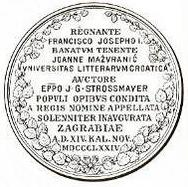
Rückseite

Am 19. September 2008 wurde bekannt, dass an der Wirtschafts- und Verkehrsfakultät korrupte Professoren in großem Stil gegen Bezahlung gute Examensnoten vergaben und dass sich der Aufnahmetest illegal umgehen ließ. Die Polizei reagierte mit 100 Durchsuchungen und 21 Festnahmen. Zu den Festgenommenen gehörte auch die Vorsitzende des Antikorruptionsausschusses im kroatischen Parlament, Deša Mlikotin Tomić.
Bei einem Erdbeben am 22. März 2020 wurden Gebäude der medizinischen Fakultät und der Rechtsfakultät beschädigt.

## Internationale Mitarbeit

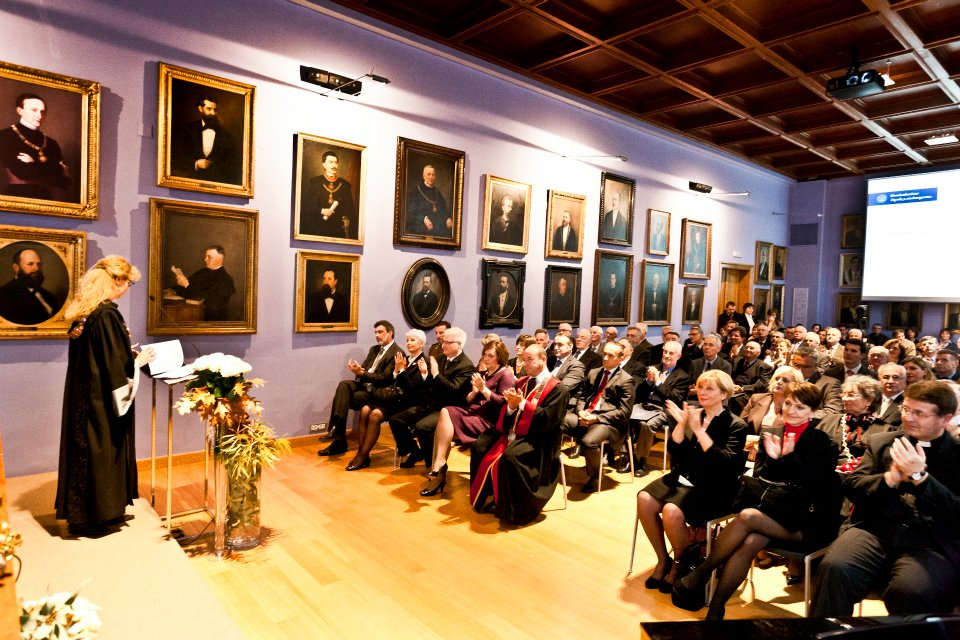
Großer Saal der Universität

Die Universität hat in ihren strategischen Dokumenten „Iskorak 2001“ und „International mission and policy“ den Willen nach einer internationalen Mitarbeit bekundet. Der Senat hat im Mai 2005 einen strategischen Plan angenommen, der zeigt, welche Ziele die Universität mit dieser internationalen Mitarbeit erreichen will. Im Mai 2007 hat der Senat eine Deklaration angenommen, die internationale Austauschprogramme anregt.

## Fakultäten und Akademien

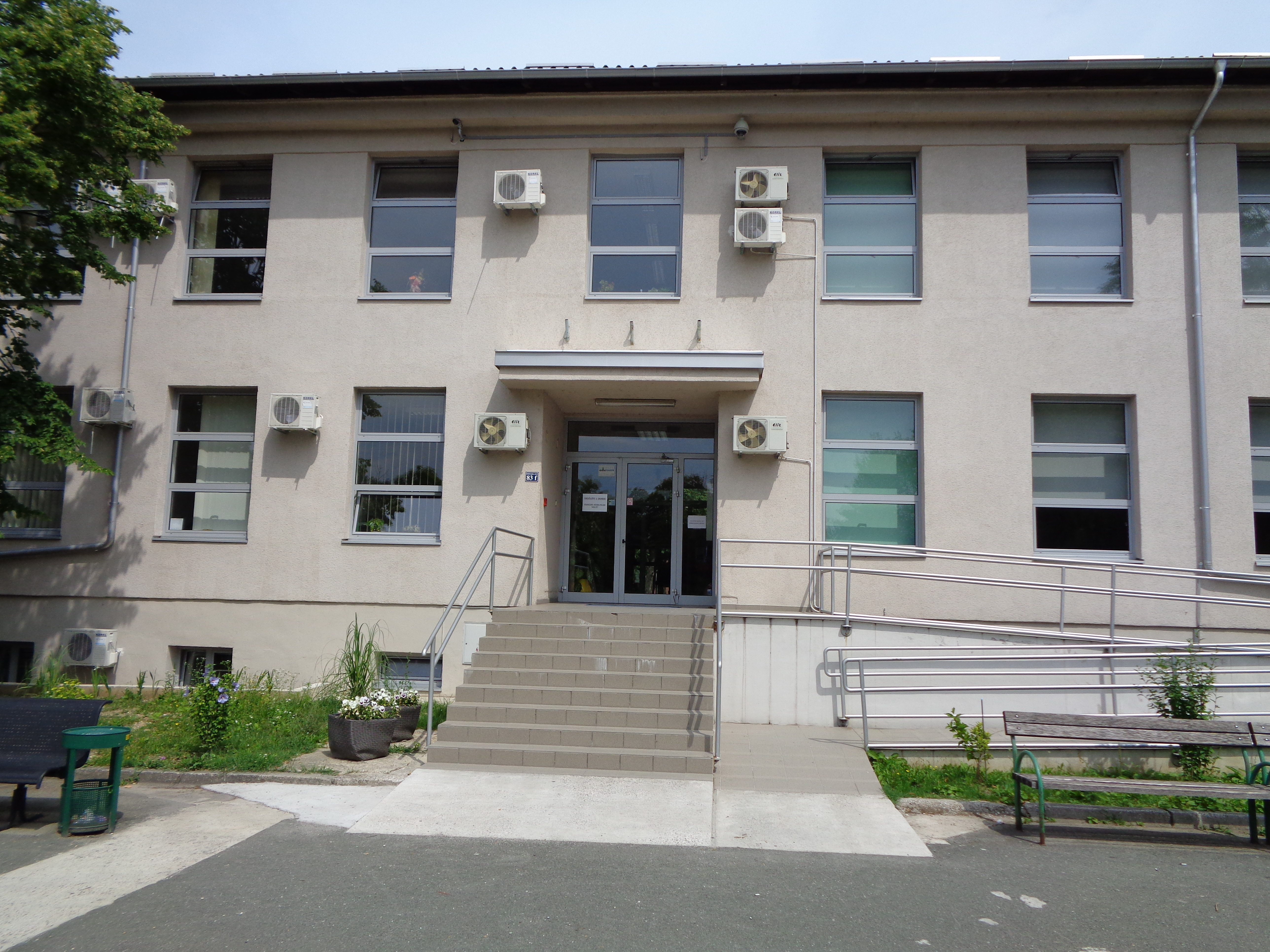
Fakultät für Sonderpädagogik und Rehabilitation

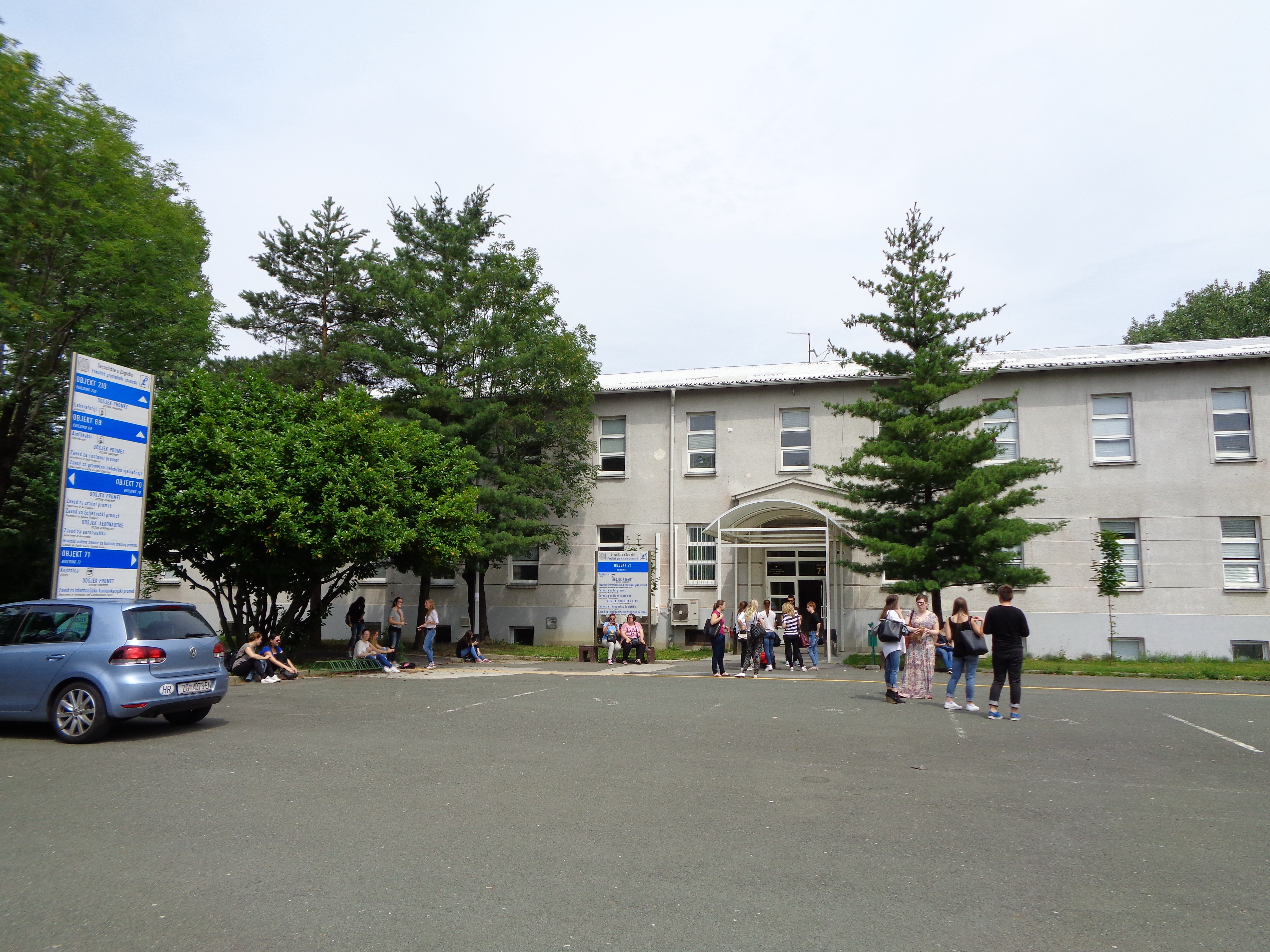
Fakultät für Verkehrswesen

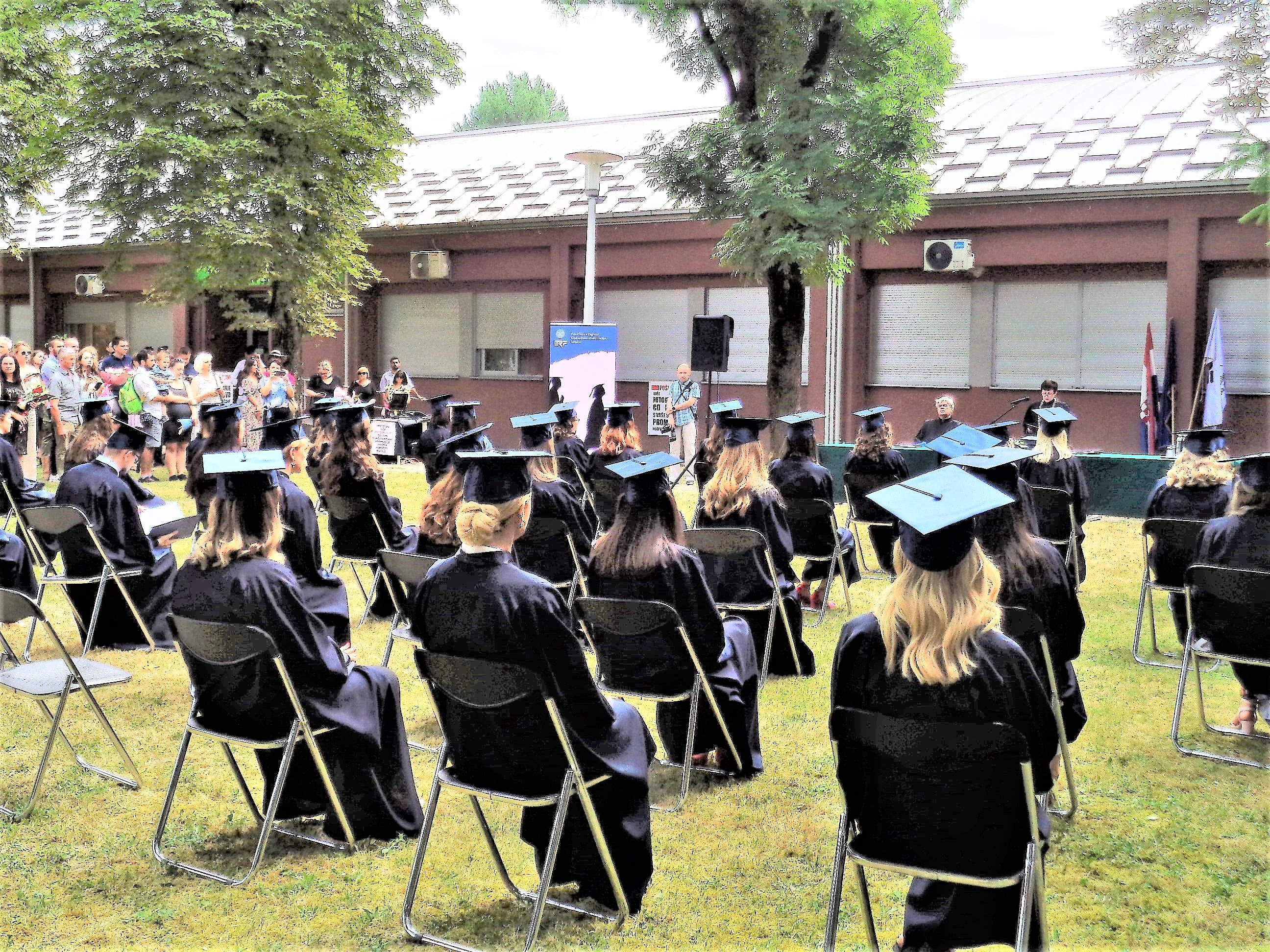
Abschlusszeremonie

### Fakultäten
- Fakultät für Agronomie
- Fakultät für Architektur
- Fakultät für Bergbau, Geologie
- Fakultät für Chemie
- Fakultät für Elektrotechnik
- Fakultät für Forstwirtschaft
- Fakultät für Geodäsie
- Fakultät für Grafik
- Fakultät für Informatik
- Fakultät für Katholische Theologie
- Fakultät für Kinesiologie
- Fakultät für Lebensmitteltechnologie und Biotechnologie
- Fakultät für Maschinenbau
- Fakultät für Mathematik
- Fakultät für Medizin
- Fakultät für Metallurgie
- Fakultät für Lehrerbildung
- Fakultät für Pharmakologie und Biochemie
- Fakultät für Physik
- Philosophische Fakultät
- Fakultät für Politikwissenschaft
- Fakultät für Rechtswissenschaften
- Fakultät für Schiffsbauwesen
- Fakultät für Sonderpädagogik und Rehabilitation
- Fakultät für Sportwissenschaft
- Fakultät für Textiltechnologie
- Fakultät für Tiermedizin
- Fakultät für Verkehrswesen
- Fakultät für Wirtschaftswissenschaften
- Fakultät für Zahnmedizin

### Akademien
- Darstellende Kunst
- Kunstakademie Zagreb
- Musikakademie Zagreb

## Persönlichkeiten (chronologisch)
- Ivan Mažuranić (1814–1890), Schriftsteller, Politiker
- Andrija Mohorovičić (1857–1936), Geophysiker, Meteorologe
- Ante Pavelić (1889–1959), Jurist, Politiker
- Tin Ujević (1891–1955), Philosoph, Dichter
- Eduard Čalić (1910–2003), Historiker
- Franjo Tuđman (1922–1999), Offizier, Historiker, Politiker, Staatspräsident Kroatien
- Sulejman Kapić (1925–1998), Filmproduzent
- Slavko Goldstein (1928–2017), Drehbuchautor, Schriftsteller, Herausgeber und Politiker
- Dragutin Pavličević (* 1932), Historiker
- Stjepan Mesić (* 1934), Jurist, Politiker
- Hrvoje Sarinic (1935–2017), kroatischer Politiker[12]
- Florijan Mićković (1935–2021), Bildhauer und Maler
- Bruno Bušić (1939–1978), Publizist[13]
- Slobodan Praljak (1945–2017), kroatischer Militärangehöriger und Regisseur
- Neven Mikac Fuchs (* 1947), norwegischer Architekt und emeritierter Universitätsprofessor der Oslo School of Architecture and Design
- Dževad Karahasan (1953–2023), Autor
- Jadranka Kosor (* 1953), Journalistin, Politikerin
- Neven Budak (* 1957), Historiker
- Ranko Vilović (* 1957), Jurist und Diplomat
- Dubravka Šimonović (* 1958), Rechtswissenschaftlerin und Menschenrechtsexpertin
- Zoran Milanović (* 1966), Jurist, Politiker
- Blaženka Divjak (* 1967), Politikerin und Ministerin für Wissenschaft und Bildung
- Zvonimir Boban (* 1968), Fußballer, Historiker
- Vedran Mlikota (* 1969), Theater-, Fernseh- und Filmschauspieler[14]
- Alen Novoselec (* 1969), Hochschullehrer, Bildhauer
- Josip Zovko (1970–2019), Theater-, Fernseh- und Filmschauspieler und Regisseur[15]
- Zlatko Hasanbegović (* 1973), Historiker und Politiker
- Ivica Kostelić (* 1979), Sportler, Philosoph[16]